# Кайоуа (окръг, Оклахома)
Вижте пояснителната страница за други значения на Кайоуа.
Окръг Кайоуа (на английски: Kiowa County) е окръг в щата Оклахома, Съединени американски щати. Площта му е 2670 km², а населението – 10 227 души (2000). Административен център е град Хобърт.